# Diagrama de objetos
O diagrama de objetos é uma variação do diagrama de classes e utiliza quase a mesma notação. A diferença é que o diagrama de objetos mostra os objetos que foram instanciados das classes. O diagrama de objetos é como se fosse o perfil do sistema em um certo momento de sua execução. 
A mesma notação do diagrama de classes é utilizada com duas exceções: os objetos são escritos com seus nomes sublinhados e todas as instâncias num relacionamento são mostradas. Os diagramas de objetos não são tão importantes como os diagramas de classes, mas eles são muito úteis para exemplificar diagramas complexos de classes ajudando muito em sua compreensão. Diagramas de objetos também são usados como parte dos diagramas de colaboração(passou a se chamar comunicação na uml 2.0), onde a colaboração dinâmica entre os objetos do sistema são mostrados.